# 卷鬚寄生鯰
卷鬚寄生鯰，又名牙簽魚，又稱藍色吸血鬼，為輻鰭魚綱鯰形目毛鼻鯰科的其中一種，為熱帶淡水魚，分布於南美洲亞馬遜河流域，本魚棲息在沙底質底層水域，體長可達17公分，屬寄生性，會進入大型魚類的鰓蓋中吸血。
卷鬚寄生鯰因誤入人類尿道，造成人類創傷而臭名昭著。不過學術界普遍認為：卷鬚寄生鯰鑽入人類尿道一事並無多少可信度。